# Julius Arigi
Julius Arigi (Tetschen, 1895, október 3. – Seewalchen am Attersee, 1981. augusztus 1.) az Osztrák–Magyar Monarchia második legsikeresebb ászpilótája volt első világháborúban, összesen 32 igazolt légi győzelmet ért el. 

## Élete
Julius Arigi 1895. október 3-án született a csehországi Tetschenben. Mielőtt katona lett pincérként és elektroműszerészként dolgozott, majd 1912-ben belépett a hadseregbe. Az 1. vártüzérezrednél volt tüzér, 1914 januárjától főtüzér. Márciusban átkérette magát a Légjárócsapatokhoz és miután elvégezte a pilótatanfolyamot, a Cattarói-öböl bejáratánál állomásozó 6. repülőszázadhoz osztották be. 

### Az első világháború
A világháború kitörése után a szerb fronton végzett felderítő repüléseket. Novemberben előléptették tizedessé és megkapta táboripilóta-jelvényét is. Gyorsan haladt előre a ranglétrán: 1915 márciusában szakaszvezetővé, júniusban őrmesterré, augusztus végén törzsőrmesterré léptették elő. Októberben motorhiba miatt kényszerleszállást hajtott végre és hadifogságba esett. A podgoricai fogolytáborból ötször kísérelt meg sikertelenül szökést, míg végül 1916 januárjában állítása szerint sikerült ellopnia I. Miklós montenegrói király Fiat túraautóját és öt másik fogollyal együtt áthajtott a frontvonalon. 
Miután Montenegrót megszállták az osztrák-magyar csapatok, Arigi egysége áttelepült az albániai Szkutariba, majd egy különítménnyel a Tirana közelében lévő Kavaja repterére költözött. Mivel az albán hadszíntér mellékfrontnak számított, a század súlyos létszám- és felszerelésgondokkal küzdött és általánosak voltak a tífusz- és maláriajárványok.      
1916. augusztus 22-én a különítményt értesítették, hogy hat Farmanból álló olasz kötelék indult el a durazzói flottabázis támadására. Arigi engedélyt kért, hogy megtámadhassa őket, amit a parancsnok, Emil Cioll megtiltott, mert a repülőtéren egyetlen megfigyelőtiszt sem tartózkodott (a parancsnokság későbbi kérdésére azt válaszolta, hogy A kérdéses időpontban minden megfigyelőtisztünk gyengélkedett), és a szabályzat nem engedélyezte, hogy a repülők tiszt nélkül szálljanak fel. Arigi még kétszer kérte a parancsnokot, de mivel az nem változtatott álláspontján, szólt az egyik szerelőnek, Lasi Jánosnak, hogy üljön az egyik Hansa-Brandenburg C.I felderítő repülőgép géppuskája mögé és engedély nélkül rátámadt az olasz kötelékre. A légicsata harminc percig tartott (eközben Arigiék segítségére sietett a flottabázisról felszálló Friedrich Lang egy Lohner repülőcsónakban) és végül a hat ellenséges gépből ötöt sikerült lelőni.   
Arigi albániai bázisán többnyire felderítői, tüzérségi tűzirányítói vagy bombázói bevetéseken vett részt. Egyik esetben Valona kikötőjében egy bombával sikerült elsüllyesztenie egy olasz gőzhajót. 1916. szeptember 1-én előléptették tiszthelyettessé. Három nappal később földre kényszerített egy olasz Farmant, 18-án pedig lelőtt egy Caproni bombázót. 1918 őszén jelentkezett a vadászpilóta-tanfolyamra , majd áthelyezték az olasz frontra, ahol a I. repülőezredben (később Flik 101G) biztosított vadászfedezetet a bombázókötelékek számára. Itt mintegy fél évet töltött és eközben öt ellenséges repülőgépet semmisített meg. 1917 júniusában a Godwin Brumowski irányítása alatt lévő 41. vadászrepülő-századhoz irányították, azonban miután összekülönbözött a parancsnokkal, átkerült az Haidenschaftban állomásozó 55. vadászrepülő-századhoz. Mire a század novemberben átköltözött Pergine repterére, Arigi tíz újabb légi győzelmet szerzett, nagy részüket Maier József századparancsnokkal és Kiss József tiszthelyettessel egy kötelékben. November 15-én a pilótatrió három Caproni bombázót lőtt le, két nappal később pedig egy Savoia-Pomilio és egy SAML felderítőt; ezen a napon Arigi még egy SAML földre kényszerítésével ismételte meg a triplázást. 
1918 áprilisában Arigit áthelyezték az Albániában állomásozó 6. távolfelderítő-századhoz, ahol Aviatik D.I gépével két hónap alatt három igazolt légi győzelemmel gyarapította diadallistáját. 1918 nyarán átkerült a Macourek Béla parancsnoksága alatt lévő 1. vadászrepülő-századhoz. Itt négy újabb győzelmet szerzett, az utolsót (32.-et) 1918 augusztus 28-án egy brit Airco DH.4 bombázó ellen. 

### A háború után
A világháború után hazatért és csehszlovák állampolgár lett. 1919-ben Ikarus néven légitársaságot alapított és a nevezetes fürdővárosokba indított járatokat Prágából. 1934-ben a fellángoló németellenesség miatt rövid időre Berlinbe, majd Bécsújhelyre költözött és osztrák állampolgár lett. A másik valamikori ászpilótával, Benno Fialával közösen a helyi repülőteret üzemeltették. Az Anschluss után a németek rövid időre letartóztatták, de később felvették a Luftwaffébe, ahol pilótaoktatóként szolgált. Tanítványai között volt Walter Novotny (258 győzelem) és Hans-Joachim Marseille (158 győzelem). 1939-ben kérte felvételét a Nemzetiszocialista Német Munkáspártba, de elutasították. A második világháború alatt balkáni, észak-afrikai, magyarországi repülőtereken dolgozott. 1945 után az ausztriai Seewalchen am Attersee-ben élt, értékesítési szakemberként dolgozott. 1981. augusztus 1-én halt meg, 85 éves korában.            

## Kitüntetései
- Arany Vitézségi Érem (négyszer)
- Ezüst Vitézségi Érem I. osztály (négyszer)
- Ezüst Vitézségi Érem II. osztály (négyszer)
- Bronz Vitézségi Érem (hàromszor)
- Károly Csapatkereszt
- Harcos Érdemérem (Poroszország)
- A Bátorságért Érdemrend I. osztály (Bulgária)
- Vas Félhold (Törökország)

### Győzelmei
| Sorszám | Dátum                | Beosztási hely   | Repülőgépe            | Ellenfél        | Helyszín       |
| ------- | -------------------- | ---------------- | --------------------- | --------------- | -------------- |
| 1       | 1916. augusztus 22.  | 6. repülőszázad  | Hansa-Brandenburg C.I | Farman          | Skumbi Estuary |
| 2       | 1916. augusztus 22.  | 6. repülőszázad  | Hansa-Brandenburg C.I | Farman          | Skumbi Estuary |
| 3       | 1916. augusztus 22.  | 6. repülőszázad  | Hansa-Brandenburg C.I | Farman          | Skumbi Estuary |
| 4       | 1916. augusztus 22.  | 6. repülőszázad  | Hansa-Brandenburg C.I | Farman          | Skumbi Estuary |
| 5       | 1916. augusztus 22.  | 6. repülőszázad  | Hansa-Brandenburg C.I | Farman          | Skumbi Estuary |
| 6       | 1916. szeptember 4.  | 6. repülőszázad  | Hansa-Brandenburg C.I | Farman          | Fjeri          |
| 7       | 1916. szeptember 18. | 6. repülőszázad  | Hansa-Brandenburg C.I | Caproni         | Arta           |
| 8       | 1917. április 24.    | ?                | Hansa-Brandenburg D.I | Voisin          | Farra          |
| 9       | 1917. május 3.       | ?                | Hansa-Brandenburg D.I | Farman          | Nogaredo       |
| 10      | 1917. május 4.       | ?                | Hansa-Brandenburg D.I | Farman          | Podgora        |
| 11      | 1917. május 14.      | ?                | Hansa-Brandenburg D.I | Farman          | Gradiscutta    |
| 12      | 1917. május 15.      | ?                | Hansa-Brandenburg D.I | Voisin          | San Canziano   |
| 13      | 1917. szeptember 15. | 55. vadászszázad | Albatros D.III        | SPAD 1          | Gorizia        |
| 14      | 1917. szeptember 29. | 55. vadászszázad | Albatros D.III        | Nieuport Scout  | Tolmein        |
| 15      | 1917. november 15.   | 55. vadászszázad | Albatros D.III        | Caproni         | Monte Cimano   |
| 16      | 1917. november 15.   | 55. vadászszázad | Albatros D.III        | Caproni         | Monte Cimano   |
| 17      | 1917. november 15.   | 55. vadászszázad | Albatros D.III        | Caproni         | Monte Cimano   |
| 18      | 1917. november 17.   | 55. vadászszázad | Albatros D.III        | Savoia-Pomilio  | Asiago         |
| 19      | 1917. november 17.   | 55. vadászszázad | Albatros D.III        | SAML 2          | Asiago         |
| 20      | 1917. november 17.   | 55. vadászszázad | Albatros D.III        | SAML 2          | Cima Ecker     |
| 21      | 1917 november 18.    | 55. vadászszázad | Albatros D.III        | Savoia-Pomilio  | Monte Cengio   |
| 22      | 1917 november 18.    | 55. vadászszázad | Albatros D.III        | Ismeretlen      | Arsiero        |
| 23      | 1917 december 7.     | 55. vadászszázad | Albatros D.III        | Pomilio PE.2    | Asiago         |
| 24      | 1917 december 7.     | 55. vadászszázad | Albatros D.III        | SAML 2          | Monte Sprung   |
| 25      | 1917 december 16.    | 55. vadászszázad | Albatros D.III        | SAML 2          | Arten          |
| 26      | 1918 április 17.     | 6. repülőszázad  | Aviatik D.I           | Nierpourt Scout | Singjerc       |
| 27      | 1918 május 27.       | 6. repülőszázad  | Aviatik D.I           | Seaplane        | Durazzo        |
| 28      | 1918 május 27.       | 6. repülőszázad  | Aviatik D.I           | Seaplane        | Durazzo        |
| 29      | 1918 július 24.      | 1. vadászszázad  | Aviatik D.I           | D.H 4           | Adriatic       |
| 30      | 1918 augusztus 6.    | 1. vadászszázad  | Aviatik D.I           | Seaplane        | Skumbi Estuary |
| 31      | 1918 augusztus 6.    | 1. vadászszázad  | Aviatik D.I           | Seaplane        | Skumbi Estuary |
| 32      | 1918 augusztus 23.   | 1. vadászszázad  | Aviatik D.I           | D.H 4           | Punta d'Ostro  |